# Jackie Chan: My Stunts
Pour plus de détails, voir Fiche technique et Distribution.
Jackie Chan: My Stunts est un film hongkongais réalisé par Jackie Chan, sorti en 1999.
Ce film documentaire montre Jackie Chan et son équipe de cascadeurs expliquant ce qu'ils font dans les films lors des grandes cascades.

## Fiche technique
- Titre : Jackie Chan: My Stunts ; Jackie Chan - Mes cascades au Canada francophone[1].
- Réalisation : Jackie Chan
- Scénario : Bey Logan
- Pays d'origine : Hong Kong
- Sociétés de production : Media Asia Films, The Jackie Chan Group
- Genre : Documentaire
- Durée : 94 minutes
- Dates de sorties :

 Hong Kong : 30 mars 1999
 Japon : 3 mars 2000
 Singapour : 2 février 2004

## Distribution
- Jackie Chan (V.F. : William Coryn)[2] : lui-même
- Ken Lo : lui-même (Jackie Chan Stunt Team (en))
- Brad Allan (en) : lui-même (Jackie Chan Stunt Team)
- Anthony Carpio : lui-même (Jackie Chan Stunt Team)
- Mars : lui-même (Jackie Chan Stunt Team)
- Nicky Li : lui-même (Jackie Chan Stunt Team)
- Rocky Cheung : lui-même (Jackie Chan Stunt Team)
- Andy Cheng : lui-même (Jackie Chan Stunt Team)
- Rocky Lai : lui-même (Jackie Chan Stunt Team)
- Tsui Man (V.F. : Bernard Tiphaine)[2]  : le narrateur
- Choi-Nam Yip : lui-même